# تيري لوري (ملحن)
تيري لوري (بالإنجليزية: Terry Lowry)‏ هو موزع وملحن وعازف بيانو أمريكي، ولد في 17 يناير 1974.